# Caffiers
Caffiers is een gemeente in het Franse departement Pas-de-Calais (regio Hauts-de-France) en telt 623 inwoners (2004). De plaats maakt deel uit van het arrondissement Calais. In de gemeente ligt spoorwegstation Caffiers.

## Geografie
De oppervlakte van Caffiers bedraagt 4,8 km², de bevolkingsdichtheid is 129,8 inwoners per km².
De onderstaande kaart toont de ligging van Caffiers met de belangrijkste infrastructuur en aangrenzende gemeenten.

## Demografie
Onderstaande figuur toont het verloop van het inwonertal (bron: INSEE-tellingen).